# John Brisker
John Brisker (ur. 15 czerwca 1947 w Detroit, zaginął w Ugandzie w kwietniu 1978) – amerykański koszykarz, występujący na pozycjach rzucającego obrońcy oraz niskiego skrzydłowego.
Zajął drugie miejsce w głosowaniu na debiutanta roku ABA tuż za Spencerem Haywoodem w 1970 roku.
Kiedy zespół z Pittsburgha został rozwiązany odesłano go do Dallas Chaparrals, gdzie odmówił gry. Dzięki prawnikowi dopiął swego, a następnie został zawodnikiem Seattle SuperSonics.
Był wielokrotnie usuwany z boiska za bójki, przez co zyskał sobie pseudonim "Heavyweight Champion of the ABA". Bardzo często na spotkaniach wyjazdowych prowokował zawodowych bokserów, jeśli takowi pojawiali się na spotkaniu nieopodal parkietu. Robił to głównie dla show, bowiem w młodości trenował boks.
Zaginął w kwietniu 1978 roku podczas wyprawy do Ugandy, gdzie został zaproszony przez ówczesnego prezydenta tego kraju, dyktatora Idi Amina. Oficjalnie został uznany za zmarłego przez koronera King County (Waszyngton) dopiero w 1985 roku.

## Osiągnięcia
ABA
- Zaliczony do:
  - I składu debiutantów ABA (1970)[2]
  - II składu All-ABA (1971)[3]
- 2-krotny uczestnik meczu gwiazd ABA (1971, 1972)[1]